# Glossosoma spinosum
Glossosoma spinosum là một loài Trichoptera trong họ Glossosomatidae. Chúng phân bố ở miền Ấn Độ - Mã Lai.